# Aris Golemi
Aris Golemi är en albansk-amerikansk dansare, född i Vlora i Albanien. Han studerade 1991–1995 koreografi och dans vid Tiranas universitet.
I april 1995 blev han vald att representera Albanien i USA tillsammans med dansgruppen "Tirana". I samband med detta valde han att bosätta sig i USA. Golemi har i USA blivit en av de mer eftersökta dansarna inom film- och musikbranschen, och har även haft uppdrag som koreograf. Han har gett kurser i  balett, jazz och hiphop. Han har själv deltagit i uppsättningar av Nötknäpparen och Askungen och var med i filmen Grinchen – Julen är stulen. Han har arbetat med artister som N'SYNC, Britney Spears och Sisqo.
Han är bosatt i Atlanta, är gift och har barn.